# Lagrådsremiss
Lagrådsremiss är ett utkast till lagtext som tas fram under den sista delen av arbetet med en proposition. Regeringen sänder lagrådsremissen till Lagrådet för kontroll av att lagförslaget inte kolliderar med eller strider mot grundlagen eller någon annan lag och hur det förhåller sig till kraven på rättssäkerhet.
Lagrådet lämnar sina synpunkter på lagrådsremissen i form av ett yttrande till regeringen, vilket också publiceras på Lagrådets webbplats.